# (482387) 2012 AD14
(482387) 2012 AD14 est un astéroïde de la ceinture principale.
Il est parfois confondu avec 2012 DA14 connu également sous le nom de (367943) Duende.